# Chico César
Francisco César Gonçalves OMC (Catolé do Rocha, 26 de janeiro de 1964), conhecido pelo nome artístico Chico César, é um cantor, compositor, escritor e jornalista brasileiro.

## Primeiros anos
Chico César nasceu no município de Catolé do Rocha, interior da Paraíba, e aos dezesseis anos mudou-se para João Pessoa. Formou-se em jornalismo pela Universidade Federal da Paraíba. Na época da universidade, entrou para o grupo Jaguaribe Carne, onde fazia poesia de vanguarda.

## Carreira

### Jornalista e músico
Pouco depois, aos 21 anos, mudou-se para São Paulo. Trabalhando como jornalista e revisor de textos da Editora Abril, treinou violão.
Em 1991, foi convidado para fazer uma turnê pela Alemanha, e o sucesso o animou a deixar o jornalismo para dedicar-se somente à música. Formou a banda Cuscuz Clã e passou a apresentar-se na casa noturna paulistana Blen Blen Club. Em 1995 lançou seu primeiro disco Aos Vivos e seu primeiro livro Cantáteis, cantos elegíacos de amizade (ed. Garamond).
Tornou-se nacional e internacionalmente conhecido em 1996 pela canção "Mama África". O videoclipe da música ganhou o prêmio de "Melhor Videoclipe de MPB" no MTV Video Music Brasil (VMB) de 1997 e é considerado um dos marcos da MTV Brasil.
Em 2007 participou do filme Paraíba, Meu Amor, do cineasta suíço Bernard Robert-Charrue, cuja música tema é de sua autoria.
Em janeiro de 2022, lançou um single com Laila Garin, "Vermelho Esperança", escrito por ele e retirado da trilha sonora do espetáculo A hora da estrela – O canto de Macabéa, realizado em 2020 e inspirado pela obra A Hora da Estrela, de Clarice Lispector.

### Secretário da cultura paraibana
Chico César tomou posse na presidência da Fundação Cultural de João Pessoa (Funjope) em maio de 2009. De janeiro 2011 a dezembro de 2014 foi Secretário de Cultura do estado da Paraíba.

## Discografia
Álbuns de estúdio
- Aos Vivos (1995)
- Cuscuz Clã (1996)
- Beleza Mano (1997)
- Mama Mundi (1999)
- Respeitem Meus Cabelos, Brancos (2002)
- De Uns Tempos pra Cá (2006)
- Francisco, forró y frevo (2008)
- Estado de Poesia (2015)
- O amor é um ato revolucionário (2019)
- Vestido de Amor (2022)

| Composições para intérpretes | Composições para intérpretes | Composições para intérpretes | Composições para intérpretes                     |
| Ano                          | Música                       | Intérprete                   | Coletânea                                        |
| ---------------------------- | ---------------------------- | ---------------------------- | ------------------------------------------------ |
| 2005                         | "Pensar em Você"             | Daniela Mercury              | Belíssima - Trilha Sonora Nacional e Balé Mulato |
| 1996                         | "À Primeira Vista"           | Daniela Mercury              | Rei do Gado - Trilha Sonora e Feijão com Arroz   |

## Prêmios e indicações
- 1996: Ganhou o prêmio de Revelação Regional no Prêmio Sharp pelo álbum Cuzcuz Clã;[11][12]
- 1996: Ganhou o prêmio de melhor compositor n'Os Melhores de 1996 da Associação Paulista de Críticos de Arte pelo álbum Cuzcuz Clã;[13]
- 1996: Ganhou o prêmio de Música do Ano no Melhores do Ano pela música "À Primeira Vista";[14]
- 1997: Ganhou o prêmio de Melhor Música no Troféu Imprensa  pela música "À Primeira Vista";[15]
- 1997: Ganhou o prêmio de Melhor Videoclipe de MPB no MTV Video Music Brasil (VMB) pelo videoclipe "Mama África";[5]
- 2016: Indicado ao prêmio de melhor cantor na categoria Pop / ROCK / REGGAE / HIPHOP / FUNK no Prêmio da Música Brasileira pelo álbum Estado de Poesia;[16]
- 2016: Indicado ao prêmio de melhor livro de poesia no Prêmio Jabuti pelo livro Versos Pornográficos.[17]
- 2023: condecorado com a Ordem de Rio Branco, grau Comendador.[18]